# نوال حلاوة
نوال حلاوة، باحثة وكاتبة وروائية أردنية فلسطينية الأصل. ولدت نوال حلاوة في يافا، فلسطين عام 1946. هي عضو اتحاد الصحفيين الدولي وشاركت في مؤتمر النساء العربيات بواشنطن، شاركت في مؤتمر المنظمات العربية غير الحكومية ببحث عن (الجاليات العربية المهاجرة إلى كندا) بالقاهرة.
وهي مؤسسة ورئيسة بيت تراث العرب في كندا أعدت ونفذت مهرجان شهرزاد ألف ليلة وليلة 2002، مهرجان تراثي عربي في شيكاجو2007 والمشاركة بمجموعتها التراثية وعروض فلكورية في العديد من الفعاليات الوطنية العربية والكندية 1997-2019
ورأست اللجنة الإعلامية للاتحاد العام المرأة الفلسطينية- فرع الكويت، واللجنة الإعلامية العربية لدعم المرأة والطفل في فلسطين المحتلة، الكويت. مدربة علاقات عامة بمركز المعلومات الفلسطيني لحقوق الإنسان في القدس منذ عام 1970-1994.
كتبت وأعلمت في صحف عربية وكندية منها الوطن والقبس والدستور والمرآة وصدى المشرق والمستقبل. وتفرغت للعمل مع وكالة الأنباء الأردنية بترا لمدة عام. اجري معها العديد من اللقاءات الاذاعية والتلفزيونية في الكونت ومونتريال وشيكاجو والقاهرة والأردن والشارقة ودبي وقطر ونابلس وقناة العرب.
صدر لها عدد من المؤلفات من أبرزها رواية «الست زبيدة» تحتوي على 365 صفحة من القطع الكبير، والصادرة عن مداد للنشر والتوزيع- الإمارات المتّحدة، عام 2015 طبعة أولى و 2018 طبعة ثانية. صورة الغلاف عبارة عن صورة لامرأة تُدعى (اليافاويّة)، مُهداة للكاتبة من د. جمال بدران الفنّان الفلسطيني العالمي، هذه الرواية حازت على الجائزة الأولى في مهرجان الفن لأوروبا الشّرقيّة عن عام 2014. قدّمت الكاتبة كلمة الإهداء إلى يافا، وإلى روح الشاعرة الفلسطينيّة فدوى طوقان. رواية «السّت زبيدة» تعتبر رواية سيرة ذاتيّة للكاتبة نفسها، حيث سردت قصص حياتها منذ نعومة أظفارها، لغاية نشر روايتها؛ فهي تعكس سيرة جماعيّة،  سيرة شعب فلسطين قبل وأثناء وبعد النكبة.
سردت الكاتبة وقائع وتفاصيل عديدة من نواحي حياتها الشّخصيّة، في مرحلة زمنيّة ومكانية مُحددة. الزمن منذ الاحتلال البريطاني في فلسطين، وقبل النّكبة بخمس سنوات تقريبا، ومن ثمّ تحدّثت عن مرحلة النكبة والتهجير القسري من فلسطين، وتهجيرها مع عائلتها إلى مدينة نابلس، حيث استقرّت العائلة فيها؛ بينما الوالد كان مشغولًا في الدّفاع عن الوطن.

## السيرة الذاتية
ولدت الكاتبة والروائية والباحثة الأردنية فلسطينية الأصل نوال فهيم عبد الرؤوف حلاوة في يافا، فلسطين في 23 يونيو عام 1946. هي عضو اتحاد الصحفيين الدولي وحاصلة على إجازة الصحافة والراديو من معهد الصحافة العالمي ومركزه برلين في العام 1981 وحاصلة على شهادة سكرتير تحرير من جمعية الصحفيين الكويتية في العام 1986. شاركت في مؤتمر النساء العربيات بواشنطن، شاركت في مؤتمر المنظمات العربية غير الحكومية ببحث عن (الجاليات العربية المهاجرة إلى كندا) بالقاهرة، كما أنها شاركت في مؤتمر الجامعة العربية ( الهجرة في ظل العولمة) في القاهرة ومؤتمر التحديات التي تواجه المرأة العربية في القرن الواحد والعشرين في صنعاء كتبت العديد من المقالات الأدبية الشعرية والخواطر، والنقد المسرحي والسينمائي، وأجرت العديد من اللقاءات الصحفية الهامة مع قادة الثورة الفلسطينية وفصائلها المتعددة، والرؤساء العرب، وناشطات عربيات نُشروا في عدة صحف عربية. عاشت بالكويت حتى العام 1990 وقت اندلاع حرب الخليج الثانية، ثم هاجرت إلى كندا التي تحمل جنسيتها حالياً.

### محطات في حياتها
كان لقاؤها الأول بمحمود درويش وناجي العلي مطلع الثمانينيات في الكويت علأمة فارقة في حياتها في شغفها بالثقافة والأدب الفلسطيني، تلتها تجربة المراسلة الصحافية لوكالأت أنباء عالمية من قلب الحدث أيام حرب لبنان أبتعثت بعدها في دورة مكثفة في الصحافة مدة ستة أشهر في ألمانيا.
سنوات طويلة من العمل في الصحافة العربية والعالمية وتجربة جادة في تأسيس وكالة الأنباء «نما» في عام 1995م قضتها الكاتبة في كتابة أخبار ومقالات وأعمال مسرحية وأدبية ارتبطت بالقضية الفلسطينية، تعاونت نوال مع برنامج الأمم المتحدة الأنمائي واليونسكو وجامعة الدول العربية لتنفيذ عدد من المشاريع الثقافية والتراثية وهي عضو في المعهد الدولي للصحفيين واتحاد الكتاب الفلسطينيين واتحاد الأدباء العرب.
في العام 2013 تعرضت الكاتبة لوعكة صحية حادة تطلب منها التوقف فترة زمنية عن العمل فضاء خال من ضجيج الحياة أنطق ذاكرة الوطن الفلسطيني وومرارة الشتات، في تجربة كانت باكورة أعماها الروائية «الست زبيدة» التي لأقت رواجًا واسعًا في الوطن العربي.

## أعمال الكاتبة[8][9]
- كان ياما كان.
- أسرى البقاع.
- السيدة زبيدة – التغريبة الأولى، 2014.[10]
- العنجرزية – التغريبة الثانية.
- حوارات صحفية.

## المشاركات
شاركت وأدارت ورش عمل في العديد من المؤتمرات العربية والمحلية منها
- مؤتمر حقوق الأنسان الفلسطيني/ القدس 1994
- مؤتمر حقوق الإنسان/ مونتريال 1995
- مؤتمر منظمات المجتمع المدني/ تورونتو 1996
- مؤتمر حقوق المرأة العربية/ فيلادلفيا 1997
- مؤتمر المنظمات العربية غير الحكومية/ القاهرة 1997
- مؤتمر التحديات التي تواجه المرأة العربية/ اليمن 1999، ومؤتمر المرأة المسلمة الشارقة
- مؤتمر الهجرة العربية في ظل العولمة/ الجامعة العربية-القاهرة 2005.[3]